# Bonrepos-Riquet
Bonrepos-Riquet is een gemeente in het Franse departement Haute-Garonne (regio Occitanie) en telt 230 inwoners (2004). De plaats maakt deel uit van het arrondissement Toulouse.

## Geografie
De oppervlakte van Bonrepos-Riquet bedraagt 5,7 km², de bevolkingsdichtheid is 40,4 inwoners per km².
De onderstaande kaart toont de ligging van Bonrepos-Riquet met de belangrijkste infrastructuur en aangrenzende gemeenten.

## Demografie
Onderstaande figuur toont het verloop van het inwonertal (bron: INSEE-tellingen).